# Smarhoň
Smarhoň (bělorusky Смаргонь, rusky Сморгонь – Smorgoň, polsky Smorgonie) je město v Hrodenské oblasti v Bělorusku. K roku 2017 měla přes sedmatřicet tisíc obyvatel. V 18. století zde kníže Karol Stanislaw Radziwill založil středisko pro drezuru medvědů, posměšně nazývané "Smarhoňská medvědí akademie", jejíž existenci připomíná medvěd s obojkem v městském znaku.

## Poloha a doprava
Smarhoň leží na řece Viliji (povodí Němenu) na severozápadě Běloruska přibližně na polovině spojnice mezi Minskem, hlavním městem Běloruska, a Vilniusem, hlavním městem Litvy. Bělorusko-litevská hranice a tím i hranice Evropské unie se nachází přibližně šedesát kilometrů severozápadně od Smarhoně a přibližně šedesát kilometrů severně od Smarhoně leží jezero Narač.
Z Minska přes Maladzečnu a Smarhoň vede hlavní železniční trať do Vilniusu.

## Rodáci
- Ida Mettová (1901–1973), ruská anarchistka a spisovatelka
- David Razi'el (1910–1941), sionista
- Ester Razi'el-Na'or (1911–2002), izraelská politička
- Avraham Suckever (1913–2010), židovský básník
- Uladzimir Njakljajev (* 1946), běloruský spisovatel a politik